# Oleszyce
Oleszyce (ukrajinsky Олешичі) je město v Polsku v Podkarpatském vojvodství v okrese Lubaczów. Město je sídlem stejnojmenné městsko-vesnické gminy a lokálním centrem obchodu a služeb. V roce 2024 zde žilo 2 816 obyvatel.

## Historie
Historie Oleszyce se datuje do počátku 15. století, kdy vesnice patřila do Ruského vojvodství Koruny polského království. První písemná zmínka pochází z roku 1431, kdy je obec zmiňována jako Heleschicze; její jméno, často psané i jako Olieschicze, Oleczyce a Olessicze, pravděpodobně pochází z mužského křestního jména Olech nebo Olesz. V roce 1458 byl majiteli vsi z rodu Ramsza postaven římskokatolický dřevěný kostel.
V roce 1570 získal Oleszyce vojvoda Ruského vojvodství Hieronim Sieniawski, který pro ně v roce 1576 získal městská práva podle Magdeburského práva. Město neslo jméno Hieronimow a rozkládalo se mezi už existující vsí a panským sídlem. Oleszyce se rozvíjely v centrum řemesel a obchodu, konaly se zde výroční trhy i jarmarky. Status města potvrdil král Štěpán Báthory ve Varšavě 26. února 1578. Jméno Hieronimow bylo užíváno zřídka a v polovině 17. století se úplně vytratilo a bylo nahrazeno starým názvem Oleszyce. V této době mělo město 107 domů a žilo zde více než 1000 obyvatel a byly zde dva kostely, římskokatolický a pravoslavný. Počátkem 18. století se Oleszyce staly hlavním centrem panství šlechtického rodu Sieniawski. V roce 1706 se zde konala tajná schůzka mezi korunním hetmanem Adamem Michalem Sienawskim a saským vyslancem Spiegelem.
V průběhu staletí byly Oleszyce napadeny a zničeny Krymskými Tatary (v letech 1498, 1624, 1672), Záporožskými kozáky (1610, 1629, 1648). Město v letech 1710 a 1726 vyhořelo, jeho obyvatelstvo zdecimovaly i epidemie v letech 1626 a 1641.
V roce 1731 se Oleszyce staly majetkem rodu Czartoryski. Po prvním dělení Polska se stalo město administrativně součástí rakouské Haliče (1772–1918), ale zůstalo v majetku rodů Dzialynski, Potocki, Potulicki a Sapieha. Po Listopadovém povstání v roce 1831 zde na panství své manželky Griseldy Zamoyski žil jeden z jeho vůdců Titus Działyński, otec Anny Działyńské. V roce 1884 byla do Oleszyc přivedena železnice. V roce 1901 město zničil velký požár, což v konečném důsledku zapříčinilo ztrátu městských práv v roce 1915.
Za Druhé Polské republiky, patřily Oleszyce do Lvovského vojvodství. V roce 1938 zde žilo kolem 3500 lidí, z čehož bylo 920 Poláků, 860 Ukrajinců a až 1700 Židů. Ves obsadil Wehrmacht 12. září 1939. O několik dní později se v okolí obce strhly těžké boje mezi postupujícími Němci a ustupující polskou 21. divizí horské pěchoty (21 Dywizja Piechoty Górskiej), při nichž byl 16. září zabit brigádní generál Jozef Kustron.
Německá přítomnost v Oleszyci byla ale krátká, protože 20. září 1938 byla obec obsazena Rudá armáda. Oleszyce byly v souladu s paktem Ribbentrop–Molotov zabrány Sovětským svazem a německo-ruská hranice stanovená Německo-sovětskou smlouvou o přátelství, spolupráci a vymezení demarkační linie probíhala jen několik kilometrů severně od vsi. 22. června 1941 zde sovětská NKVD zavraždila mnoho svých vězňů, držených v místním zámečku.
Po druhé světové válce byla ves a okolní oblast zasažena činností Ukrajinské povstalecké armády. Její příslušníci v noci z 5. na 6. září 1945 napadli Oleszyce i železniční stanici. Ukrajinští nacionalisté byli poraženi praporem Polské armády, ale předtím ještě stačili vypálit několik domů.
V letech 1975–1998 Oleszyce administrativně náležely do přemyšlského vojvodství. Status města znovu získaly v roce 1989.

## Gmina
K městsko-vesnické gmině se sídlem v Oleszyci patří kromě města dalších 6 následujících obcí se starostenstvími:
- Borchów
- Futory
- Nowa Grobla
- Stare Oleszyce
- Stare Sioło
- Zalesie

Dalšími obcemi jsou Lubomierz a Sucha Wola.

## Památky
- Pozůstatky palácového komplexu rodu Sieniawski - zbytky parku, valů a základy paláce. Původně zde stál opevněný zámek Ramszów, zmiňovaný v dokumentech ze 16. století a přestavěný rodem Sieniawski v následujících dvou stoletích. Po roce 1741 zde stával palác rodu Czartoryski, zničený při požáru v první den německo-sovětské války v roce 1941.
- Radnice s lichoběžníkovým půdorysem, nádvořím a dvěma branami z 2. poloviny 17. století, později rozšířená a přestavěná.
- Novorománský farní kostel „Narození nejsvětější panny Marie“ ze 16. století, původně renesanční
- Cihlový řeckokatolický kostel sv. Onufrije z roku 1809, od roku 1947 nevyužívaný.
- V okolí města se nachází třináct pevnůstek tzv. Molotovovy linie.

## Doprava
Městem probíhá železniční trať Lubaczów – Jarosław se zastávkou Oleszyce a silnice č. 865 Narol – Jarosław.

## Partnerská města
- Güssing, Rakousko
- Lvov[5], Ukrajina